# Lijst van beschermd erfgoed in Rouvroy
Onderstaande tabel geeft een overzicht van de beschermde erfgoederen in de gemeente Rouvroy. Het beschermd erfgoed maakt deel uit van het cultureel erfgoed in België.
| Object                                                                                          | Bouwjaar/architect | Deelgemeente | Adres                          | Coördinaten                   | Nummer?                | Afbeelding                                            |
| ----------------------------------------------------------------------------------------------- | ------------------ | ------------ | ------------------------------ | ----------------------------- | ---------------------- | ----------------------------------------------------- |
| Kerk Saint-Quentin                                                                              |                    |              |                                | 49° 32' 42" NB, 5° 28' 26" OL | 85047-CLT-0002-01 Info | Kerk Saint-Quentin                                    |
| Ruïnes van kasteel Dampicourt                                                                   |                    |              |                                | 49° 32' 44" NB, 5° 28' 22" OL | 85047-CLT-0003-01 Info | Ruïnes van kasteel Dampicourt                         |
| Gebied van Montquintin (gebied van bijzondere waarde)                                           |                    |              |                                | 49° 32' 44" NB, 5° 28' 21" OL | 85047-CLT-0004-01 Info | Gebied van Montquintin (gebied van bijzondere waarde) |
| Manor boerderij van het kasteel (gevels en daken), alles van de duiventil en de omliggende muur |                    |              | rue du Château fort, n°12      | 49° 32' 41" NB, 5° 28' 23" OL | 85047-CLT-0005-01 Info |                                                       |
| Museum van het Landelijk Leven, voorheen museum                                                 |                    |              | place Montseigneur de Hontheim | 49° 32' 41" NB, 5° 28' 24" OL | 85047-CLT-0006-01 Info | Museum van het Landelijk Leven, voorheen museum       |
| Kerk Saint-Martin: klokkentoren                                                                 |                    |              |                                | 49° 32' 18" NB, 5° 29' 29" OL | 85047-CLT-0007-01 Info |                                                       |
| Boerderij                                                                                       |                    |              | rue Péchières, n°6             | 49° 30' 33" NB, 5° 28' 25" OL | 85047-CLT-0009-01 Info |                                                       |
| Natuurgebied van Raymond Mayné                                                                  |                    |              |                                | 49° 30' 40" NB, 5° 28' 43" OL | 85047-CLT-0011-01 Info |                                                       |
| Ensemble van kapel Notre-Dame de Luxembourg, de hermitage en omgeving                           |                    |              | rue de l'Ermitage              | 49° 30' 32" NB, 5° 28' 56" OL | 85047-CLT-0013-01 Info |                                                       |
| Boerderij (gevels en daken)                                                                     |                    |              | rue de Mathon, n°21            | 49° 33' 15" NB, 5° 29' 59" OL | 85047-CLT-0014-01 Info |                                                       |
| Washuis                                                                                         |                    |              | rue Grande                     | 49° 30' 29" NB, 5° 28' 27" OL | 85047-CLT-0015-01 Info |                                                       |
| Huis                                                                                            |                    |              | rue Jean, n°15                 | 49° 30' 23" NB, 5° 28' 23" OL | 85047-CLT-0016-01 Info |                                                       |
| Gebied van Montquintin (gebied van bijzondere waarde)                                           |                    |              |                                | 49° 32' 44" NB, 5° 28' 21" OL | 85047-PEX-0001-01 Info | Gebied van Montquintin (gebied van bijzondere waarde) |